# Andriy Shevchenko
Andriy Mykolayovych Shevchenko (en ucraniano: Андрій Миколайович Шевченко, pronunciado [ɐnˈd⁽ʲ⁾r⁽ʲ⁾ij mɪkoˈlɑjowɪtʃ ʃeu̯ˈtʃɛnko]; Dvirkivshchyna, Unión Soviética, 29 de septiembre de 1976) es un exfutbolista y entrenador ucraniano retirado tras dejar el Genoa de la Serie A de Italia. Jugó en la posición de delantero. Debutó como profesional en el Dinamo de Kiev. Es el séptimo máximo anotador de la historia de las competiciones europeas con un total de 67 goles.
Shevchenko es considerado como uno de los delanteros más grandes. Con 175 goles en el AC Milan, es el segundo mayor anotador del club en su historia y además es el mayor anotador en el Derbi de Milán (el derbi entre el AC Milan y el Inter de Milán) con un total de 14 goles.
La carrera de Shevchenko ha sido galardonada con varios premios, tanto a nivel individual como de clubes. El más prestigioso fue el Balón de Oro (convirtiéndose en el tercer ucraniano después de Igor Belanov y Oleg Blokhin en recibirlo), logrado en 2004. También consiguió alzar la UEFA Champions League en la temporada 2002-03 jugando con el AC Milan.
En su carrera internacional, se desempeñó como capitán en la selección de Ucrania, y los llevó a cuartos de final en su primera y, hasta ahora, única participación en la Copa Mundial de Fútbol en el 2006. Es, además, el máximo goleador histórico de su Selección con 48 tantos anotados en 111 partidos jugados.
En julio de 2012, poco después de la conclusión de la Eurocopa celebrada en su Ucrania natal, en conjunto con la vecina Polonia, anunció su retirada del fútbol en activo.
Luego de su retiro, se ha dedicado al golf, en donde ha sido invitado a torneos profesionales.
En julio de 2016, justo después de la Eurocopa de Francia, fue nombrado entrenador de la Selección de Ucrania, de la que fue director técnico por cinco años, y llevándola por primera vez a la fase de cuartos de final en la Eurocopa 2020. Abandonó el cargo el 1 de agosto de 2021.

## Vida privada

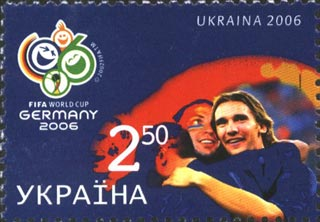
Shevchenko en una estampa representando a Ucrania en el Mundial 2006.

El 26 de abril de 1986, de madrugada, un experimento, que simulaba el corte en el suministro eléctrico de la central nuclear de Chernóbil, provocó el mayor accidente nuclear de la historia. Shevchenko, residente de Obolon, una población cercana a Chernobyl, se convirtió a los nueve años en uno de los miles de niños que se vieron obligados a huir a la costa con sus familias, para protegerse de las secuelas que dejó en la región el desastre de la planta nuclear.
Shevchenko se casó con la modelo estadounidense Kristen Pazik, el 14 de julio de 2004. La pareja se conoció en una fiesta organizada por Giorgio Armani en 2002. La pareja tuvo en un principio problemas con la comunicación debido a que Sheva sólo hablaba italiano y ucraniano. A raíz de eso, Shevchenko anunció públicamente que aprendería inglés. En su retorno al Dinamo de Kiev en agosto de 2009, la pareja declaró que querían que sus hijos aprendiesen ucraniano.
La pareja tiene dos hijos: Jordan, nacido el 29 de octubre de 2004, y Christian, nacido el 10 de noviembre de 2006. Sheva conmemoró el nacimiento de Jordan, anotando el único gol de su equipo en la victoria contra la Sampdoria. El 15 de junio de 2007, Andriy le ofreció a Silvio Berlusconi ser el padrino de Jordan. El partido del Chelsea contra el Watford, que terminó con victoria de los blues por 4-0, lo dedicó al nacimiento de su hijo Christian.
Shevchenko, como amigo del diseñador Giorgio Armani, ha modelado para él y ha abierto dos tiendas en Kiev. En junio de 2005, se hizo embajador de Aldeas Infantiles SOS.
Con respecto a su trayectoria deportiva, cabe destacar una curiosidad: Sheva ha jugado en tres clubes diferentes, el Dinamo de Kiev ucraniano, el AC Milan italiano y el Chelsea FC inglés, clubes que abandonó en algún momento de su carrera, y a los que, en otro momento, regresó, aunque su regreso al Chelsea en 2009 fue completamente efímero, ya que al poco tiempo de volver al club londinense, fichó por el Dinamo de Kiev, regresando así al club de sus orígenes futbolísticos donde puso punto final a su carrera en el año 2012.
Tuvo una etapa en la que se dedicó al golf profesional, siendo uno de los mayores referentes de este en Ucrania y en Europa.
Ha ganado varios títulos para su país desde el año 2015.

## Trayectoria como jugador

### Dinamo Kiev

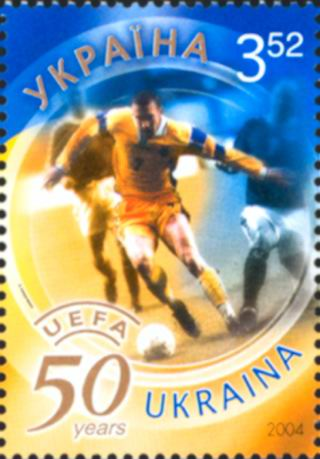
Estampa representando a Shevchenko.

A finales de los 80 atrajo la atención de un cazatalentos del Dinamo Kiev, mientras jugaba en un torneo juvenil. Fue así como llegó al equipo más poderoso de Ucrania, demostrando sus cualidades para el fútbol desde su juventud. En 1990 con la selección sub-14 del Dinamo Kiev, Andriy jugó la Copa Ian Rush en Gales, donde consiguió el campeonato y se logró consagrar como el máximo anotador del torneo. Andriy fue premiado por Ian Rush, quien además le entregó un par de zapatillas de cuando jugaba en el Liverpool.
En la temporada 1993-1994 fue el máximo goleador del equipo B del Dinamo de Kiev con 12 goles. El debut de Shevchenko en la plantilla oficial del Dinamo Kiev fue el 28 de octubre de 1994, en un partido contra el Šakhtar Donetsk donde el Dinamo ganó 3-1. Shevchenko marcó su primer gol en una victoria de 4-2 contra el Dnipro Dnipropetrovsk el 1 de diciembre de 1994. Este gol fue el único que marcó en la liga, aunque anotó 2 goles en la Liga de Campeones. En esta época fue cuando lo llamaron por primera vez a la Selección de Ucrania. Su capacidad de convertir oportunidades en goles la demostró la siguiente temporada, cuando Sheva anotó 16 goles en 31 partidos, ayudando al Dinamo a conseguir su segundo título consecutivo. En la temporada 1996-97 ganó el campeonato por tercera vez anotando 6 goles en 20 partidos.
Fue en la temporada 1997-98 cuando Shevchenko atrajo la atención de todo el mundo futbolístico, concretamente, en un partido contra el Barça en el que realizó un fantástico "hat-trick", y donde ganaron los «Bilo-Syni» por 4-0. Finalizó la Liga Premier con 19 goles y logrando el campeonato, y la Champions con 6 goles en 10 partidos, cayendo eliminados en cuartos de final. En la temporada siguiente, la 1998-99, Sheva anotó 18 goles, liderando la tabla de goleadores de la Liga Premier. Ese año, el Dinamo eliminó al Real Madrid en cuartos de final de la Champions League y llegó a las semifinales donde lo eliminó el Bayern de Múnich (4-3 resultado global). Shevchenko se consagró, junto a Dwight Yorke, del Manchester United, como el máximo anotador de aquella cita futbolística, con 8 goles cada uno, 10 considerando las rondas preliminares.
Sheva había logrado ganar con su equipo la Liga Ucraniana durante 5 años consecutivos, desde 1994 hasta 1999, además de 3 ediciones de la Copa, las de 1996, 1998 y 1999.

### AC Milan

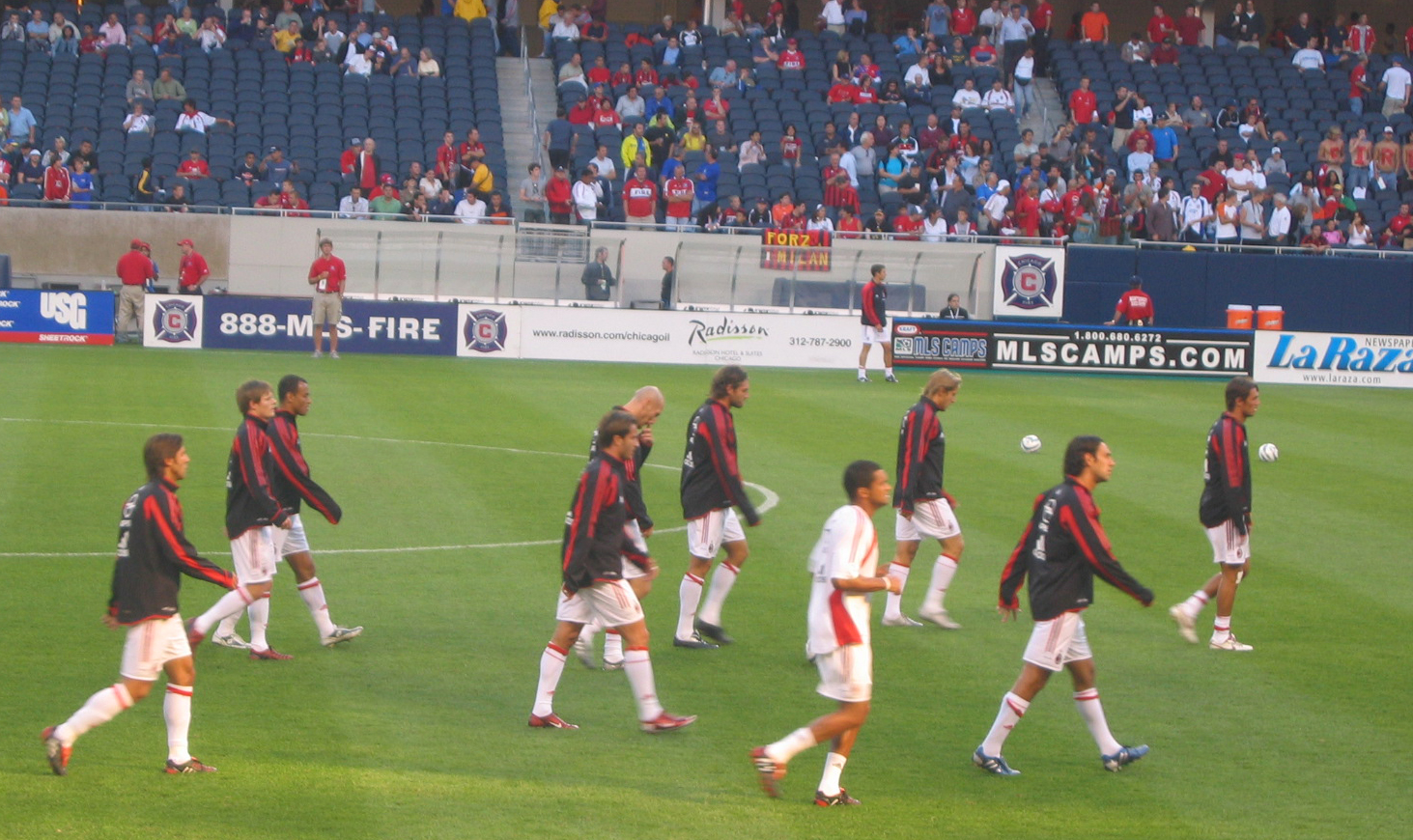
Shevchenko con el AC Milan durante una gira por Estados Unidos.

En mayo de 1999 Sheva fue vendido al AC Milan por una cifra de 26 millones de euros, convirtiéndose en el primer ucraniano en jugar en ese club.
El debut en la Serie A se produjo el 29 de agosto de 1999 en el Stadio Via del Mare de Lecce en un partido que quedó en un empate de 2-2 contra la Lecce, donde anotó su primer gol con los «Rossoneros». En su primera temporada con el Milan, logró anotar 24 goles en la Serie A en 32 partidos, convirtiéndose en el máximo anotador de esa temporada.
En la temporada 2000-01, Sheva anotó 24 goles en 34 partidos de liga, y 14 goles en 29 partidos en la 2001-02, pero eso no le bastó al Milan para alzarse con algún trofeo.
La desilusión de esas dos temporadas se acabó en la siguiente. Después de recuperarse de una lesión que lo mantuvo alejado de los terrenos de juego por un tiempo, Sheva volvió al equipo, conquistando la Champions League y la Copa Italia. En esta temporada, Shevchenko volvió a la cima del fútbol continental, al anotar el penalti decisivo en la final de la Champions en el estadio Old Trafford de Mánchester contra uno de sus rivales históricos, la Juventus. Además, se conquistó la Copa Italia, y, en agosto, también se consiguió la Supercopa europea, gracias a un solitario gol que Sheva anotó contra el Oporto, partido que terminó 1-0, con victoria para los «rossoneros». En liga, jugó 24 partidos y anotó 5 goles.
En la temporada 2003-2004, los rossoneros conseguirían el Scudetto y Sheva se convirtió por segunda vez en capocannoniere de la Serie A con 24 goles en 32 partidos. En esta exitosa temporada, en la que llegó al club el brasileño Kaká, el Milan conseguiría varios títulos, incluyendo también la Supercopa de Italia en la que Sheva realizó un hat-trick en la victoria del Milan contra la Lazio, con un resultado de 3-0.
En marzo de 2004 fue incluido en la lista FIFA 100 elaborada por Pelé, y en diciembre de ese año, Shevchenko consiguió el Balón de Oro como mejor futbolista europeo. En ese mismo año se le otorgó el más alto honor en Ucrania, Héroe de Ucrania, por el expresidente ucraniano Leonid Kučma, además de quedar 3.º en la votación al FIFA World Player.

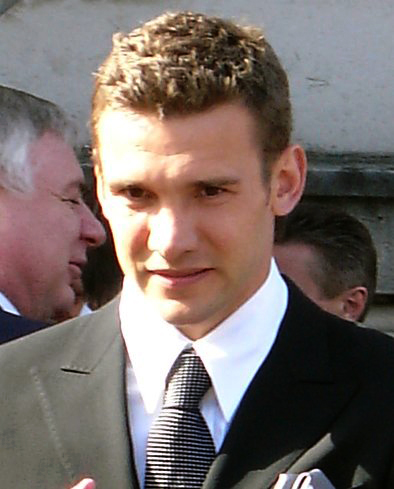
Andriy Shevchenko

En la edición 2004-2005 de la Serie A, el Milan terminó segundo y Sheva anotó 17 goles en 29 partidos. En la Champions anotó 6 goles en 11 partidos, competición en la cual llegó a la final y la perdió frente al Liverpool. Los excelentes resultados obtenidos en la temporada, sin embargo, se acabaron en aquella final, con un empate de 3-3, que terminó perdiendo por 3 a 2 en la tanda de penalties.
Durante el verano de 2005, se habló de un presunto interés de Roman Abramovich, propietario del Chelsea, como parte de la oferta el magnate ruso ofreció 50 millones de libras esterlinas y a Hernán Crespo (ya en Milán por préstamo) para convencer al ucraniano. El AC Milan se negó en un principio y compró a Crespo, pero un año después se concretaría la transferencia.
En la edición 2005-2006 de la Serie A, Shevchenko anotó 19 goles en 28 partidos, mientras que en la Champions League marcó 9 goles en 12 partidos (incluidos los 4 que le endosó al Fenerbahçe turco en Estambul), siendo el máximo anotador en ésta competición. En Liga, su equipo quedó segundo tras la Juventus, y en Champions, cayeron en semifinales frente al FC Barcelona con polémica, por un gol anulado a Shevchenko en el partido de vuelta, que hubiese supuesto igualar la eliminatoria.
El último partido del número 7 rossonero antes de su traspaso al Chelsea, fue el que enfrentó al Milan contra la Roma el 14 de mayo de 2006, en partido de liga. Los hinchas milanistas, con pancartas y canciones, despidieron a Sheva del AC Milan.
Atrás quedaban 7 temporadas donde Sheva lo ganó casi todo con su club (le faltó ganar la Copa Intercontinental, que su equipo perdió en diciembre de 2003 frente al club Boca Juniors). Además, se convirtió en el segundo máximo anotador de la historia del club, solo por detrás del sueco Gunnar Nordahl, y superando a auténticas leyendas como Marco van Basten, George Weah o Jean-Pierre Papin.

### Chelsea F.C.

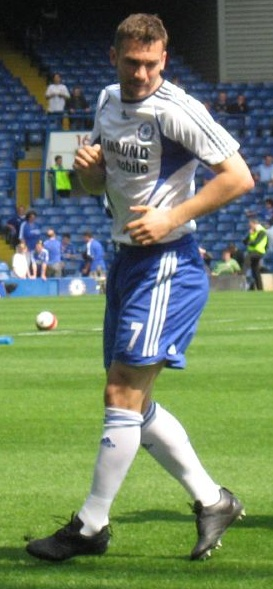
Shevchenko con la camiseta del Chelsea.

El 1 de junio de 2006, Shevchenko dejó el Milan por el Chelsea, por un coste de 45 millones de euros, superando el récord de Michael Essien en tasa de transferencia y convirtiéndose en el fichaje más caro de la Premier League durante varios años, hasta el 31 de enero de 2011, cuando el delantero español Fernando Torres fichó también por los Blues por 58 millones de euros procedente del Liverpool. Shevchenko continuó llevando el número 7 a la espalda. Su entrenador, José Mourinho, dijo que Sheva debería seguir usando ese número.
Ese verano también llegó al club la estrella alemana Michael Ballack procedente del Bayern de Múnich.

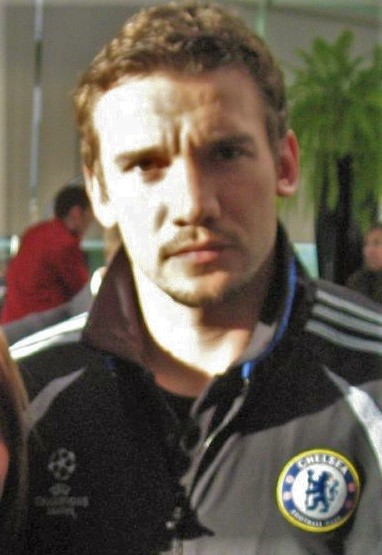
Shevchenko con el Chelsea en un tour en 2007.

Shevchenko hizo su debut con el Chelsea un 13 de agosto de 2006 en la FA Community Shield, anotando un gol en la derrota contra el Liverpool por 2-1. El 23 de agosto de ese año, anotó su primer tanto en la Premier League en su partido número 300, que terminó en una derrota de 2-1 frente al Middlesbrough. Anotó goles de forma esporádica durante la temporada. En la UEFA Champions League anotó contra el Porto y el Valencia y otro contra el Tottenham Hotspur en las semifinales de la FA Cup. Finalizó la temporada con 19 goles en 51 partidos. En aquella campaña, anotaría su gol número 57 convirtiéndose, en aquel momento, en el tercer máximo anotador en la historia de la Champions, seguido de Gerd Müller y Filippo Inzaghi. Shevchenko tuvo una operación de hernia y una lesión que lo mantuvo alejado toda la temporada. Se perdió la final de la FA Cup. Regresaría en la final de la Copa de Inglaterra 2007 con victoria del Chelsea sobre el Arsenal, con un resultado de 2-1. Acabó la temporada con sólo 4 goles marcados en 30 partidos de liga jugados, muy pocos en comparación con su media goleadora en el AC Milan.
En la siguiente temporada, la 07-08, Shevchenko jugó su primer partido de la temporada contra el Blackburn Rovers como local, con el propósito de reemplazar al lesionado Didier Drogba, pero el encuentro finalizó sin goles. Su primer gol lo anotó tres días después en un partido contra el Rosenborg, el cual fue el último encuentro con José Mourinho como entrenador del Chelsea. Debido a las lesiones, Sheva era alineado de manera intermitente en el once inicial de Avram Grant, el nuevo técnico. Anotó su primer gol en la temporada en un partido contra el Sunderland y marcó un espléndido hat-trick en un encuentro contra el Aston Villa. Finalizó la temporada con 5 goles anotados en sólo 17 partidos jugados de liga. Shevchenko hizo su último gol de la temporada en un encuentro contra el Bolton Wanderers F.C., partido que terminaron perdiendo, además de la oportunidad de consagrarse campeón, cediéndole la oportunidad al Manchester United.
Pero su reputación como gran goleador se resintió bastante en estas 2 temporadas en la Premier League, y se empezó a hablar de su fichaje por el Chelsea como un fracaso.

### Cesión al Milan

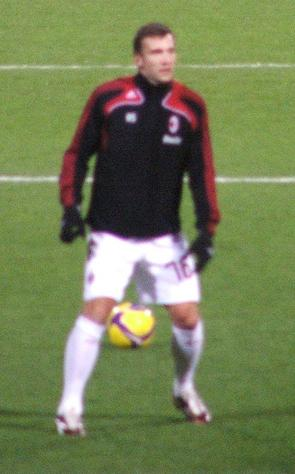
Shevhenko de nuevo con el AC Milan.

Al comenzar la temporada 2008-2009, y debido a las malas actuaciones de Sheva en el Chelsea, se rumoreó que jugaría cedido en su anterior equipo, el Milan. Y se confirmó esta información después de varias reuniones entre Abramovich y Berlusconi. AC Milan y Chelsea hicieron oficial el retorno de Sheva a San Siro, pero los términos del contrato se mantuvieron en un principio en secreto.
Regresó como cedido en préstamo por un año, vistiendo el número 76 a la espalda en lugar de su 7 habitual, debido a que este ya tenía un nuevo dueño, el joven brasileño Pato. En esta temporada se encontró jugando junto a jugadores como Kaká, que aún permanecía en el club, el mencionado Pato, Ronaldinho y David Beckham, cedido a mitad de temporada por Los Ángeles Galaxy, aunque estos dos últimos muy lejos del nivel que les llevó a ser grandes.
Redebutó como rossoneri en un partido contra el Bolonia. Anotó su primer gol el 2 de octubre de 2008 contra el Zürich en la Copa de la UEFA, ya que su equipo no se clasificó para disputar la Champions League ese año.
Sin embargo, esta nueva temporada como milanista distó mucho de ser como las anteriores. En apenas 18 partidos de liga y casi todos saliendo desde el banquillo, Sheva no consiguió anotar un solo tanto por primera vez en su carrera, cosa que sí logró en la Copa de la UEFA, aunque su equipo fue eliminado en dieciseisavos de final. En liga, el AC Milan quedó en 3.ª posición.
A dos meses de terminar la temporada Sheva manifestó su deseo de volver a Londres, pero al poco tiempo, manifestaría su deseo de seguir vistiendo la camiseta rossoneri. Después de un partido contra el Lazio refrendó su deseo de quedarse en el Milan.
Sin embargo, a final de temporada el Milan decide no volver a comprarlo, regresando así al Chelsea.

### Regreso a Kiev

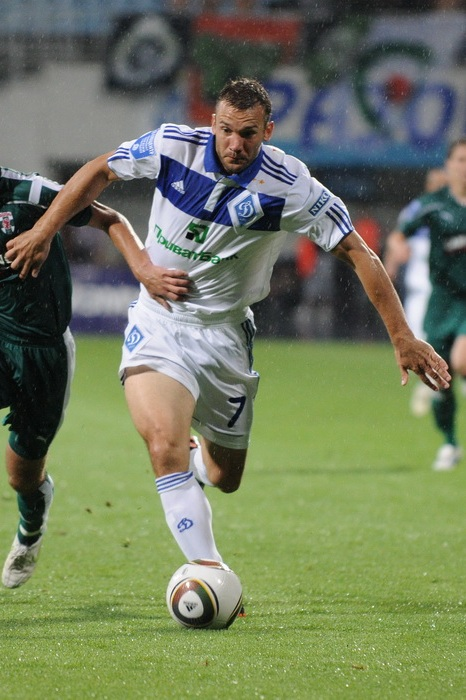
Shevchenko jugando de nuevo para el Dynamo de Kiev.

Después de su regreso al Chelsea, y haber disputado un solo partido de liga, fue finalmente vendido al Dinamo Kiev, firmando un contrato por dos años. Nuevamente eligió la camiseta número 7, como en el Milan y el Chelsea, y no la número 10, que era la que usaba en sus principios en el Dinamo Kiev y que en ese momento pertenecía a Artem Milevskiy.
Anotó su primer gol, en la Liga ucraniana contra el Metalurg Donetsk el 31 de agosto de 2009. El 16 de septiembre de 2009 jugó su primer partido de Champions League en su retorno al Dinamo de Kiev contra el Rubín Kazán. Jugó todos los partidos de su equipo en la Liga de Campeones y anotó un tanto, pero su equipo no pasó de la 1.ª ronda.
En la Liga ucraniana, en esta nueva etapa en el Dinamo, Sheva jugó 21 partidos y anotó 7 tantos en la temporada 2009-2010. Su equipo finalizó 2.º en la Liga, por detrás del Shakhtar Donetsk.
La temporada siguiente, la 2010-2011, fue un calco de la anterior: el Dinamo 2.º por detrás del Shakhtar. Además perdieron contra estos la final de la Copa ucraniana. Aunque, sin embargo, consiguieron ganar la Supercopa contra el mismo rival. En la Europa League, los ucranianos cayeron en cuartos de final ante el Sporting de Braga portugués. Sheva marcó 10 goles en 18 partidos de liga, y un tanto más en dos partidos de copa, mientras que en competición europea, jugó un total de 12 partidos y anotó 5 tantos.
A finales de 2010, Shevchenko manifestó que se retiraría del fútbol en activo tras la disputa de la Eurocopa 2012, de la que Ucrania fue coanfitriona junto a Polonia, y de la que el propio Sheva fue embajador.

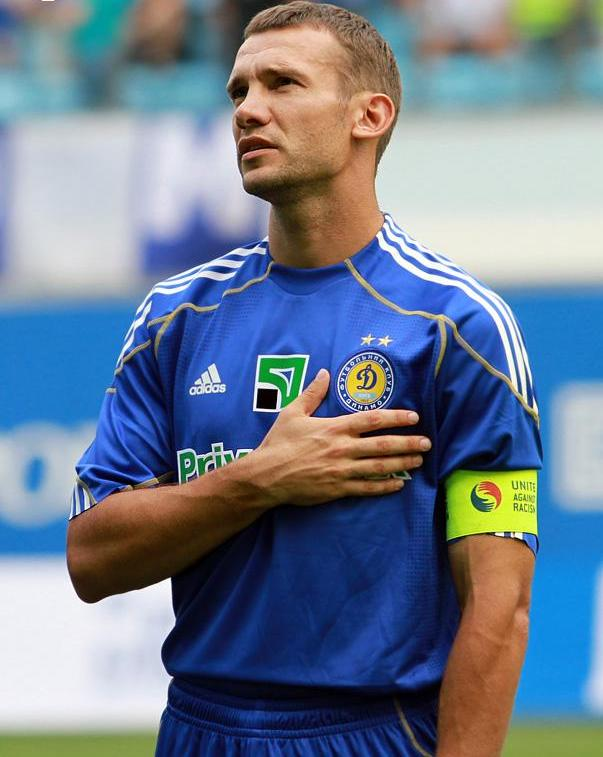
Shevchenko en uno de sus últimos partidos con el Dinamo.

El 18 de agosto de 2011, durante el partido de ida de la UEFA Europa League contra el Litex Lovech búlgaro, Sheva se fracturó la mandíbula, por lo que se perdió gran parte de la temporada 2011-2012.
Por tercer año consecutivo, el Dinamo de Kiev volvió a quedar 2.º por detrás del Shaktar Donetsk, por lo que Sheva no pudo cumplir su deseo de sumar un nuevo título de liga en su nueva etapa en el club desde su regreso a Ucrania. En esta tercera temporada, jugó sólo 16 partidos de liga, debido a las lesiones, y marcó 6 goles.

## Retirada
El 28 de julio de 2012, poco después de la conclusión de la Eurocopa, anunció su retirada del fútbol en activo para dedicarse a la política de su país (cosa que no ocurrió finalmente), dejando así el Dinamo de Kiev, club en el que militaba y en el que debutó como profesional en 1994.
A los 35 años, Sheva colgó las botas tras una exitosa carrera en la que, pese a su fallido paso por el Chelsea, hizo historia tanto en el Dinamo de Kiev como en el AC Milan, así como en la selección ucraniana. Carrera en la que consiguió numerosos reconocimientos a nivel individual y varios títulos a nivel colectivo, y en la que, sobre todo, marcó muchos goles. Perforó la portería rival 369 veces en 759 partidos, sumando los partidos tanto en torneo doméstico como internacional, así como los partidos con la selección.

## Selección nacional

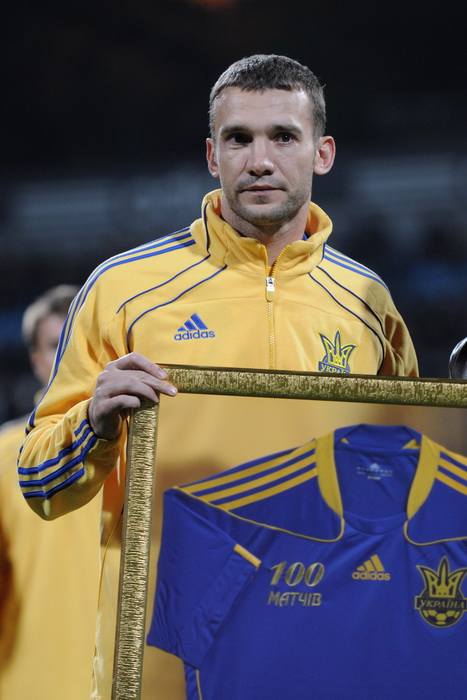
Shevchenko celebrando su partido número 100 con Ucrania.

Shevchenko debutó con la selección ucraniana el 25 de marzo de 1995 contra la selección croata a la edad de 18 años y 177 días. Anotó su primer gol en un partido contra la selección turca.
En marzo de 2000 Valerij Lobanovs'kyj es investido como técnico de la Selección ucraniana, con vistas para el Mundial 2002. Shevchenko anotó 10 goles pero no logró la clasificación, perdiendo el play-off contra Alemania.
En octubre de 2005 la selección ucraniana logró la clasificación a su primera Copa del mundo, Alemania 2006, consiguiendo un total de 7 victorias, 4 empates y una derrota, en su grupo. Sheva fue el capitán de la selección y anotó 6 goles en un total de 9 partidos en aquella clasificación.

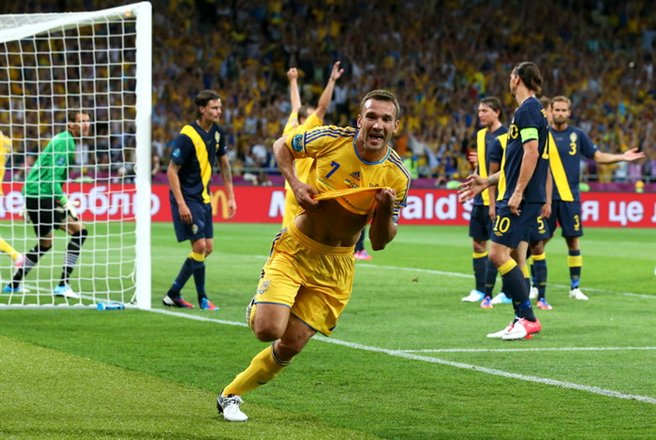
Shevchenko celebra el primer gol de Ucrania en una Eurocopa en 2012.

Ya en el Mundial, anotó 2 goles: uno a Arabia Saudita y otro Túnez. Los ucranianos se enfrentaron a Suiza, en la segunda ronda, el partido terminó en empate y se fue a los penaltis, donde Ucrania ganó 3-0. En cuartos de final perdieron 3-0 frente a Italia, a la postre campeón del Mundial. Shevchenko jugó todos los partidos.
En la clasificación a la Eurocopa 2008 anotó 5 goles, pero no le sería suficiente para clasificarse.
Participó también en la clasificación para el Mundial de Sudáfrica 2010, en la que Ucrania quedó encuadrada en el grupo 6, donde terminó segundo, después de Inglaterra. Luego jugarían un play-off de repesca contra Grecia. Después del partido de vuelta en Donetsk, donde perdieron 1-0, y, por consiguiente, la clasificación al Mundial, Shevchenko no pudo contener las lágrimas.
Después de varias dudas debido a sus lesiones, finalmente fue seleccionado como parte integrante de su Selección para la Eurocopa 2012 que se celebró, precisamente, en su país de nacimiento, en conjunto con Polonia. En el primer partido del torneo, contra Suecia, Sheva marcó un doblete que significó la primera anotación y la primera victoria ucraniana en la historia de este torneo.
El 20 de junio de 2012, justo cuando su selección quedó eliminada del torneo, Shevchenko anunció su retirada de la selección ucraniana, tras quedar eliminada en la fase de grupos de la Eurocopa 2012.
Con 111 partidos disputados con la selección ucraniana y 48 goles anotados, Sheva es el segundo jugador con más partidos, por detrás de Anatoliy Timoshchuk, y el máximo goleador histórico en su Selección.

### Partidos con la selección nacional
| Fecha      | Lugar            | Local               | Resultado | Visitante           | Competición                            | Goles           |
| ---------- | ---------------- | ------------------- | --------- | ------------------- | -------------------------------------- | --------------- |
| 25-03-1995 | Zagreb           | Croacia             | 4-0       | Ucrania             | Clasificación para la Eurocopa de 1996 | -               |
| 29-03-1995 | Kiev             | Ucrania             | 0-2       | Italia              | Clasificación para la Eurocopa de 1996 | -               |
| 09-04-1996 | Chisináu         | Moldavia            | 2-2       | Ucrania             | Amistoso                               | -               |
| 01-05-1996 | Samsun           | Turquía             | 3-2       | Ucrania             | Amistoso                               | Gol             |
| 23-03-1997 | Kiev             | Ucrania             | 1-0       | Moldavia            | Amistoso                               | -               |
| 23-03-1997 | Granada          | Albania             | 0-1       | Ucrania             | Clasificación Mundial 1998             | -               |
| 02-04-1997 | Kiev             | Ucrania             | 2-1       | Irlanda del Norte   | Clasificación Mundial 1998             | Gol             |
| 30-03-1997 | Bremen           | Alemania            | 2-0       | Ucrania             | Clasificación Mundial 1998             | -               |
| 07-05-1997 | Kiev             | Ucrania             | 1-1       | Armenia             | Clasificación Mundial 1998             | Gol             |
| 07-06-1997 | Kiev             | Ucrania             | 0-0       | Alemania            | Clasificación Mundial 1998             | -               |
| 20-08-1997 | Kiev             | Ucrania             | 1-0       | Albania             | Clasificación Mundial 1998             | -               |
| 11-10-1997 | Ereván           | Armenia             | 0-2       | Ucrania             | Clasificación Mundial 1998             | Gol             |
| 15-11-1997 | Kiev             | Ucrania             | 1-1       | Croacia             | Clasificación Mundial 1998             | Gol             |
| 15-07-1998 | Kiev             | Ucrania             | 1-0       | Polonia             | Amistoso                               | Gol             |
| 19-08-1998 | Kiev             | Ucrania             | 4-0       | Georgia             | Amistoso                               | -               |
| 05-09-1998 | Kiev             | Ucrania             | 3-2       | Rusia               | Clasificación para la Eurocopa 2000    | -               |
| 10-10-1998 | Andorra la Vieja | Andorra             | 0-2       | Ucrania             | Clasificación para la Eurocopa 2000    | -               |
| 14-10-1998 | Kiev             | Ucrania             | 2-0       | Armenia             | Clasificación para la Eurocopa 2000    | -               |
| 27-03-1999 | Saint-Denis      | Francia             | 0-0       | Ucrania             | Clasificación para la Eurocopa 2000    | -               |
| 31-03-1999 | Kiev             | Ucrania             | 1-1       | Islandia            | Clasificación para la Eurocopa 2000    | -               |
| 05-06-1999 | Kiev             | Ucrania             | 4-0       | Andorra             | Clasificación para la Eurocopa 2000    | -               |
| 09-06-1999 | Ereván           | Armenia             | 0-0       | Ucrania             | Clasificación para la Eurocopa 2000    | -               |
| 04-09-1999 | Kiev             | Ucrania             | 0-0       | Francia             | Clasificación para la Eurocopa 2000    | -               |
| 08-09-1999 | Reikiavik        | Islandia            | 0-1       | Ucrania             | Clasificación para la Eurocopa 2000    | -               |
| 09-10-1999 | Moscú            | Rusia               | 1-1       | Ucrania             | Clasificación para la Eurocopa 2000    | Gol             |
| 13-11-1999 | Liubliana        | Eslovenia           | 2-1       | Ucrania             | Clasificación para la Eurocopa 2000    | Gol             |
| 17-11-1999 | Kiev             | Ucrania             | 1-1       | Eslovenia           | Clasificación para la Eurocopa 2000    | -               |
| 26-04-2000 | Sofía            | Bulgaria            | 0-1       | Ucrania             | Amistoso                               | Gol             |
| 31-05-2000 | Londres          | Inglaterra          | 2-0       | Ucrania             | Amistoso                               | -               |
| 07-09-2000 | Kiev             | Ucrania             | 1-3       | Polonia             | Clasificación Mundial 2002             | Gol             |
| 07-10-2000 | Ereván           | Armenia             | 2-3       | Ucrania             | Clasificación Mundial 2002             | Gol · Gol · Gol |
| 11-10-2000 | Oslo             | Noruega             | 0-1       | Ucrania             | Clasificación Mundial 2002             | Gol             |
| 24-03-2001 | Kiev             | Ucrania             | 0-0       | Bielorrusia         | Clasificación Mundial 2002             | -               |
| 28-03-2001 | Cardiff          | Gales               | 1-1       | Ucrania             | Clasificación Mundial 2002             | Gol             |
| 02-06-2001 | Kiev             | Ucrania             | 0-0       | Noruega             | Clasificación Mundial 2002             | -               |
| 06-06-2001 | Kiev             | Ucrania             | 1-1       | Gales               | Clasificación Mundial 2002             | -               |
| 01-09-2001 | Minsk            | Bielorrusia         | 0-2       | Ucrania             | Clasificación Mundial 2002             | Gol · Gol       |
| 05-09-2001 | Leópolis         | Ucrania             | 3-0       | Armenia             | Clasificación Mundial 2002             | Gol             |
| 06-10-2001 | Chorzów          | Polonia             | 1-1       | Ucrania             | Clasificación Mundial 2002             | Gol             |
| 10-11-2001 | Kiev             | Ucrania             | 1-1       | Alemania            | Clasificación Mundial 2002             | -               |
| 14-11-2001 | Dortmund         | Alemania            | 4-1       | Ucrania             | Clasificación Mundial 2002             | Gol             |
| 14-04-2002 | Kiev             | Ucrania             | 2-1       | Georgia             | Amistoso                               | -               |
| 20-11-2002 | Trnava           | Eslovaquia          | 1-1       | Ucrania             | Amistoso                               | -               |
| 12-03-2003 | Esmirna          | Turquía             | 0-0       | Ucrania             | Amistoso                               | -               |
| 29-03-2003 | Kiev             | Ucrania             | 2-2       | España              | Clasificación para la Eurocopa 2004    | -               |
| 30-04-2003 | Copenhague       | Dinamarca           | 1-0       | Ucrania             | Amistoso                               | -               |
| 07-06-2003 | Leópolis         | Ucrania             | 4-3       | Armenia             | Clasificación para la Eurocopa 2004    | Gol · Gol       |
| 07-06-2003 | Atenas           | Grecia              | 1-0       | Ucrania             | Clasificación para la Eurocopa 2004    | -               |
| 20-08-2003 | Donetsk          | Ucrania             | 0-2       | Rumania             | Amistoso                               | -               |
| 10-09-2003 | Elche            | España              | 2-1       | Ucrania             | Clasificación para la Eurocopa 2004    | Gol             |
| 11-10-2003 | Kiev             | Ucrania             | 0-0       | Macedonia del Norte | Amistoso                               | -               |
| 31-03-2004 | Skopie           | Macedonia del Norte | 1-0       | Ucrania             | Amistoso                               | -               |
| 18-08-2004 | Newcastle        | Inglaterra          | 3-0       | Ucrania             | Amistoso                               | -               |
| 04-09-2004 | Copenhague       | Dinamarca           | 1-1       | Ucrania             | Clasificación Mundial 2006             | -               |
| 09-10-2004 | Kiev             | Ucrania             | 1-1       | Grecia              | Clasificación Mundial 2006             | Gol             |
| 13-04-2004 | Leópolis         | Ucrania             | 2-0       | Georgia             | Clasificación Mundial 2006             | Gol             |
| 17-11-2004 | Estambul         | Turquía             | 0-3       | Ucrania             | Clasificación Mundial 2006             | Gol · Gol       |
| 09-02-2005 | Tirana           | Albania             | 0-2       | Ucrania             | Clasificación Mundial 2006             | -               |
| 04-06-2005 | Kiev             | Ucrania             | 2-0       | Kazajistán          | Clasificación Mundial 2006             | Gol             |
| 08-06-2005 | Atenas           | Grecia              | 0-1       | Ucrania             | Clasificación Mundial 2006             | -               |
| 17-08-2005 | Kiev             | Ucrania             | 2-1       | Serbia y Montenegro | Amistoso                               | -               |
| 03-09-2005 | Tiflis           | Georgia             | 1-1       | Ucrania             | Clasificación Mundial 2006             | -               |
| 08-10-2005 | Dnipropetrovsk   | Ucrania             | 1-1       | Albania             | Clasificación Mundial 2006             | Gol             |
| 08-06-2006 | Luxemburgo       | Luxemburgo          | 0-3       | Ucrania             | Amistoso                               | Gol             |
| 14-06-2006 | Leipzig          | España              | 4-0       | Ucrania             | Copa Mundial de Fútbol de 2006         | -               |
| 19-06-2006 | Hamburgo         | Ucrania             | 4-0       | Arabia Saudita      | Copa Mundial de Fútbol de 2006         | Gol             |
| 23-06-2006 | Berlín           | Ucrania             | 1-0       | Túnez               | Copa Mundial de Fútbol de 2006         | Gol             |
| 26-06-2006 | Colonia          | Suiza               | 0-0 (0-3) | Ucrania             | Copa Mundial de Fútbol de 2006         | -               |
| 30-06-2006 | Berlín           | Italia              | 3-0       | Ucrania             | Copa Mundial de Fútbol de 2006         | -               |
| 06-09-2006 | Kiev             | Ucrania             | 3-2       | Georgia             | Clasificación para la Eurocopa 2008    | Gol             |
| 11-10-2006 | Kiev             | Ucrania             | 2-0       | Escocia             | Clasificación para la Eurocopa 2008    | Gol             |
| 07-02-2007 | Tel Aviv         | Israel              | 1-1       | Ucrania             | Amistoso                               | -               |
| 28-03-2007 | Odesa            | Ucrania             | 1-0       | Lituania            | Clasificación para la Eurocopa 2008    | -               |
| 22-08-2007 | Kiev             | Ucrania             | 2-1       | Uzbekistán          | Amistoso                               | -               |
| 08-09-2007 | Tiflis           | Georgia             | 1-1       | Ucrania             | Clasificación para la Eurocopa 2008    | -               |
| 12-09-2007 | Kiev             | Ucrania             | 1-2       | Italia              | Clasificación para la Eurocopa 2008    | Gol             |
| 13-10-2007 | Glasgow          | Escocia             | 3-1       | Ucrania             | Clasificación para la Eurocopa 2008    | Gol             |
| 17-11-2007 | Kaunas           | Lituania            | 2-0       | Ucrania             | Clasificación para la Eurocopa 2008    | -               |
| 21-11-2007 | Kiev             | Ucrania             | 2-2       | Francia             | Clasificación para la Eurocopa 2008    | Gol             |
| 27-03-2008 | Kiev             | Ucrania             | 2-1       | Serbia              | Amistoso                               | Gol             |
| 24-05-2008 | Róterdam         | Países Bajos        | 3-0       | Ucrania             | Amistoso                               | -               |
| 20-08-2008 | Leópolis         | Ucrania             | 1-0       | Polonia             | Amistoso                               | -               |
| 06-09-2008 | Leópolis         | Ucrania             | 1-0       | Bielorrusia         | Clasificación Mundial 2010             | Gol             |
| 10-09-2008 | Almatý           | Kazajistán          | 1-3       | Ucrania             | Clasificación Mundial 2010             | Gol             |
| 11-10-2008 | Járkov           | Ucrania             | 0-0       | Croacia             | Clasificación Mundial 2010             | -               |
| 01-03-2009 | Londres          | Inglaterra          | 2-1       | Ucrania             | Clasificación Mundial 2010             | Gol             |
| 06-06-2009 | Zagreb           | Croacia             | 2-2       | Ucrania             | Clasificación Mundial 2010             | Gol             |
| 12-08-2009 | Kiev             | Ucrania             | 0-3       | Turquía             | Amistoso                               | -               |
| 05-09-2009 | Kiev             | Ucrania             | 5-0       | Andorra             | Clasificación Mundial 2010             | Gol             |
| 09-09-2009 | Minsk            | Bielorrusia         | 0-0       | Ucrania             | Clasificación Mundial 2010             | -               |
| 10-10-2009 | Dnipropetrovsk   | Ucrania             | 1-0       | Inglaterra          | Clasificación Mundial 2010             | -               |
| 14-10-2009 | Andorra la Vieja | Andorra             | 0-6       | Ucrania             | Clasificación Mundial 2010             | Gol             |
| 14-11-2009 | Atenas           | Grecia              | 0-0       | Ucrania             | Clasificación Mundial 2010             | -               |
| 18-11-2009 | Donetsk          | Ucrania             | 0-1       | Grecia              | Clasificación Mundial 2010             | -               |
| 25-05-2010 | Járkov           | Ucrania             | 4-0       | Lituania            | Amistoso                               | Gol · Gol       |
| 29-05-2010 | Leópolis         | Ucrania             | 3-2       | Rumania             | Amistoso                               | -               |
| 29-08-2010 | Donetsk          | Ucrania             | 1-1       | Países Bajos        | Amistoso                               | -               |
| 04-09-2010 | Lodz             | Polonia             | 1-1       | Ucrania             | Amistoso                               | -               |
| 07-09-2010 | Kiev             | Ucrania             | 2-1       | Chile               | Amistoso                               | -               |
| 08-10-2010 | Kiev             | Ucrania             | 2-2       | Canadá              | Amistoso                               | -               |
| 01-06-2011 | Kiev             | Ucrania             | 2-0       | Uzbekistán          | Amistoso                               | -               |
| 01-06-2011 | Járkov           | Ucrania             | 0-1       | Suecia              | Amistoso                               | -               |
| 07-10-2011 | Kiev             | Ucrania             | 3-0       | Bulgaria            | Amistoso                               | Gol             |
| 11-11-2011 | Kiev             | Ucrania             | 3-3       | Alemania            | Amistoso                               | -               |
| 15-11-2011 | Leópolis         | Ucrania             | 2-1       | Austria             | Amistoso                               | -               |
| 28-05-2012 | Kufstein         | Ucrania             | 4-0       | Estonia             | Amistoso                               | -               |
| 01-06-2012 | Innsbruck        | Austria             | 3-2       | Ucrania             | Amistoso                               | -               |
| 05-06-2012 | Ingolstadt       | Turquía             | 2-0       | Ucrania             | Amistoso                               | -               |
| 11-06-2012 | Kiev             | Ucrania             | 2-1       | Suecia              | Eurocopa 2012                          | Gol · Gol       |
| 15-06-2012 | Donetsk          | Ucrania             | 0-2       | Francia             | Eurocopa 2012                          | -               |
| 19-06-2012 | Donetsk          | Ucrania             | 0-1       | Inglaterra          | Eurocopa 2012                          | -               |
| Total      |                  | Presencias          | 111       |                     | Goles                                  | 48              |

### Participaciones en Copas del Mundo
| Mundial           | Sede     | Resultado        | Partidos | Goles | Prom. |
| ----------------- | -------- | ---------------- | -------- | ----- | ----- |
| Copa Mundial 2006 | Alemania | Cuartos de final | 5        | 2     | 0,40  |

### Participaciones en Eurocopas
| Eurocopa      | Sede              | Resultado     | Partidos | Goles | Prom. |
| ------------- | ----------------- | ------------- | -------- | ----- | ----- |
| Eurocopa 2012 | Polonia y Ucrania | Primera ronda | 3        | 2     | 0,67  |

## Carrera como entrenador

### Seleccionador de Ucrania
Justo después de la Eurocopa de Francia 2016, en la que fue director técnico de la selección de Ucrania, Sheva fue nombrado entrenador, sustituyendo a Mykhaylo Fomenko.
Su primer reto fue la Clasificación para el Mundial de Rusia 2018. Sin embargo, Ucrania se mantuvo emparejada en puntos junto a Croacia con 17 puntos hasta la última fecha donde se enfrentarían ambas selecciones, donde Ucrania perdería por 0-2 ante los futuros subcampeones de aquel mundial, Ucrania quedó tercera de su grupo y, por tanto, eliminada para dicho torneo. Sin embargo, siguió en el cargo dirigiendo durante la Liga de Naciones de la UEFA 2018-19 donde Ucrania fue ubicada en la Liga B, y logró ascender a la liga A venciendo a la República Checa y a Eslovaquia. En la Clasificación para la Eurocopa 2020, Ucrania logró clasificar siendo primera de grupo, venciendo a selecciones como Portugal (2-1) y Serbia (5-0).

#### Eurocopa 2020
Tras clasificarse para la Eurocopa 2020, la selección dirigida por Sheva quedó encuadrada en el grupo C, junto a Países Bajos, Macedonia del Norte y Austria. Comenzaron perdiendo contra los neerlandeses por 2-3, ganaron 2-1 a los macedonios y perdieron 0-1 contra los austríacos. No obstante, ganaron el derecho a acceder a octavos de final como uno de los cuatro mejores terceros de grupo.
En octavos, se enfrentaron a Suecia, a los que vencieron por 2-1 en la prórroga, pasando así a cuartos de final. En esta ronda cayeron frente a Inglaterra por un resultado de 0-4.
Abandonó el cargo de seleccionador poco después, el 1 de agosto de 2021.

### Genoa
En noviembre de 2021 fue contratado como entrenador por el Genoa de la Serie A, en sustitución de Davide Ballardini. Firmó un contrato hasta 2024 para el equipo ubicado puesto N°18 que había ganado una vez en 12 encuentros. Sin embargo, fue despedido 2 meses después a causa de malos resultados.

## Estadísticas

### Clubes
| FC Dinamo de Kiev II · Ucrania |               |               |     |     |    |    |    |    |     |    |     |     |     |      |      |
| 2.ª | 1993          | 6             | 0   | 0   | —  | —  | —  | —  | —   | —  | 6   | 0   | 0   | 0,00 |      |
| 2.ª | 1993-94       | 31            | 12  | 7   | 1  | 0  | 0  | —  | —   | —  | 32  | 12  | 7   | 0,38 |      |
| 2.ª | 1994          | 13            | 4   | 2   | 4  | 5  | 2  | —  | —   | —  | 17  | 9   | 4   | 0,53 |      |
| Total club | Total club    | 50            | 16  | 9   | 5  | 5  | 2  | 0  | 0   | 0  | 55  | 21  | 11  | 0,38 |      |
| FC Dinamo de Kiev · Ucrania |               |               |     |     |    |    |    |    |     |    |     |     |     |      |      |
| 1.ª | 1994-95       | 17            | 1   | 4   | 4  | 1  | 2  | 2  | 1   | 0  | 23  | 3   | 6   | 0,13 |      |
| 1.ª | 1995-96       | 31            | 16  | 6   | 11 | 4  | 3  | 2  | 2   | 1  | 44  | 22  | 10  | 0,50 |      |
| 1.ª | 1996-97       | 20            | 6   | 3   | 6  | 6  | 1  | —  | —   | —  | 26  | 12  | 4   | 0,46 |      |
| 1.ª | 1997-98       | 23            | 19  | 2   | 13 | 11 | 2  | 10 | 6   | 3  | 46  | 36  | 7   | 0,78 |      |
| 1.ª | 1998-99       | 26            | 18  | 5   | 5  | 5  | 1  | 14 | 10  | 3  | 45  | 33  | 9   | 0,73 |      |
| 1.ª | 2009-10       | 21            | 7   | 6   | 2  | 0  | 0  | 6  | 1   | 2  | 29  | 8   | 8   | 0,28 |      |
| 1.ª | 2010-11       | 18            | 10  | 2   | 2  | 1  | 0  | 12 | 5   | 3  | 32  | 16  | 5   | 0,50 |      |
| 1.ª | 2011-12       | 16            | 6   | 3   | 1  | 0  | 0  | 5  | 0   | 0  | 22  | 6   | 3   | 0,27 |      |
| Total club | Total club    | 172           | 83  | 31  | 44 | 28 | 9  | 51 | 25  | 12 | 267 | 136 | 52  | 0,51 |      |
| AC Milan · Italia |               |               |     |     |    |    |    |    |     |    |     |     |     |      |      |
| 1.ª | 1999-00       | 32            | 24  | 4   | 5  | 4  | 1  | 6  | 1   | 3  | 43  | 29  | 8   | 0,67 |      |
| 1.ª | 2000-01       | 34            | 24  | 5   | 3  | 1  | 1  | 14 | 9   | 1  | 51  | 34  | 7   | 0,67 |      |
| 1.ª | 2001-02       | 29            | 14  | 6   | 3  | 0  | 0  | 6  | 3   | 1  | 38  | 17  | 7   | 0,45 |      |
| 1.ª | 2002-03       | 24            | 5   | 1   | 4  | 1  | 0  | 11 | 4   | 1  | 39  | 10  | 2   | 0,26 |      |
| 1.ª | 2003-04       | 32            | 24  | 3   | 2  | 0  | 0  | 11 | 5   | 1  | 45  | 39  | 4   | 0,64 |      |
| 1.ª | 2004-05       | 29            | 17  | 5   | 1  | 3  | 0  | 10 | 6   | 2  | 40  | 26  | 7   | 0,65 |      |
| 1.ª | 2005-06       | 28            | 19  | 7   | —  | —  | —  | 12 | 9   | 3  | 40  | 28  | 10  | 0,70 |      |
| 1.ª | 2008-09       | 18            | 0   | 1   | 1  | 1  | 0  | 7  | 1   | 3  | 26  | 2   | 4   | 0,08 |      |
| Total club | Total club    | 226           | 127 | 32  | 19 | 10 | 2  | 77 | 38  | 15 | 322 | 175 | 49  | 0,54 |      |
| Chelsea FC Inglaterra |               |               |     |     |    |    |    |    |     |    |     |     |     |      |      |
| 1.ª | 2006-07       | 30            | 4   | 6   | 11 | 7  | 2  | 10 | 3   | 2  | 51  | 14  | 10  | 0,28 |      |
| 1.ª | 2007-08       | 17            | 5   | 1   | 3  | 2  | 0  | 5  | 1   | 0  | 25  | 8   | 1   | 0,32 |      |
| 1.ª | 2009          | 1             | 0   | 0   | —  | —  | —  | —  | —   | —  | 1   | 0   | 0   | 0,00 |      |
| Total club | Total club    | 48            | 9   | 7   | 14 | 9  | 2  | 15 | 4   | 2  | 77  | 22  | 11  | 0,29 |      |
| Total carrera | Total carrera | Total carrera | 496 | 235 | 79 | 82 | 52 | 15 | 143 | 67 | 29  | 721 | 354 | 123  | 0,49 |
| (1) Incluye datos de la Community Shield / Copa de la Liga de Inglaterra / FA Cup (2006-08); Supercopa de Italia / Copa Italia (1999-08); Copa de Ucrania / Copa de la CEI (1993-11). (3) Incluye datos de la Supercopa de la UEFA / Copa Intercontinental (2003); Liga de Campeones de la UEFA (1994-11); Copa de la UEFA/Liga Europa de la UEFA (2001-11). (3) No incluye goles en partidos amistosos. |               |               |     |     |    |    |    |    |     |    |     |     |     |      |      |

### Selecciones
| Selección | Temporada     | Amistosos | Amistosos | Amistosos | Europa(1) | Europa(1) | Europa(1) | Mundial | Mundial | Mundial | Total | Total | Total  | Media goleadora |
| Selección | Temporada     | Part.     | Goles     | Asist.    | Part.     | Goles     | Asist.    | Part.   | Goles   | Asist.  | Part. | Goles | Asist. | Media goleadora |
| --- | ------------- | --------- | --------- | --------- | --------- | --------- | --------- | ------- | ------- | ------- | ----- | ----- | ------ | --------------- |
| Sub-18 · Ucrania | 1993          | —         | —         | —         | 2         | 2         | 0         | —       | —       | —       | 2     | 2     | 0      | 1,00            |
| Sub-18 · Ucrania | 1994          | —         | —         | —         | 4         | 2         | 1         | —       | —       | —       | 4     | 2     | 1      | 0,50            |
| Sub-18 · Ucrania | 1995          | —         | —         | —         | 2         | 1         | 1         | —       | —       | —       | 2     | 1     | 0      | 0,50            |
| Sub-18 · Ucrania | Total         | 0         | 0         | 0         | 8         | 5         | 2         | 0       | 0       | 0       | 8     | 5     | 2      | 0,63            |
| Sub-21 · Ucrania | 1994          | —         | —         | —         | 3         | 3         | 1         | —       | —       | —       | 3     | 3     | 1      | 1,00            |
| Sub-21 · Ucrania | 1995          | —         | —         | —         | 4         | 3         | 1         | —       | —       | —       | 4     | 3     | 1      | 0,75            |
| Sub-21 · Ucrania | Total         | 0         | 0         | 0         | 7         | 6         | 2         | 0       | 0       | 0       | 7     | 6     | 2      | 0,86            |
| Absoluta · Ucrania | 1995          | —         | —         | —         | 2         | 0         | 0         | —       | —       | —       | 2     | 0     | 0      | 0,00            |
| Absoluta · Ucrania | 1996          | 2         | 1         | 1         | —         | —         | —         | —       | —       | —       | 2     | 1     | 1      | 0,50            |
| Absoluta · Ucrania | 1997          | 1         | 0         | 0         | 8         | 4         | 1         | —       | —       | —       | 9     | 4     | 1      | 0,44            |
| Absoluta · Ucrania | 1998          | 2         | 1         | 2         | 3         | 0         | 2         | —       | —       | —       | 5     | 1     | 4      | 0,20            |
| Absoluta · Ucrania | 1999          | —         | —         | —         | 9         | 2         | 1         | —       | —       | —       | 9     | 2     | 1      | 0,22            |
| Absoluta · Ucrania | 2000          | 2         | 1         | 0         | 3         | 4         | 0         | —       | —       | —       | 5     | 5     | 0      | 1,00            |
| Absoluta · Ucrania | 2001          | —         | —         | —         | 9         | 6         | 0         | —       | —       | —       | 9     | 6     | 0      | 0,67            |
| Absoluta · Ucrania | 2002          | 2         | 0         | 0         | —         | —         | —         | —       | —       | —       | 2     | 0     | 0      | 0,00            |
| Absoluta · Ucrania | 2003          | 4         | 0         | 0         | 4         | 3         | 1         | —       | —       | —       | 8     | 3     | 1      | 0,38            |
| Absoluta · Ucrania | 2004          | 2         | 0         | 0         | 4         | 4         | 0         | —       | —       | —       | 6     | 4     | 0      | 0,67            |
| Absoluta · Ucrania | 2005          | 1         | 0         | 0         | 5         | 2         | 1         | —       | —       | —       | 6     | 2     | 1      | 0,33            |
| Absoluta · Ucrania | 2006          | 1         | 1         | 0         | 2         | 2         | 0         | 5       | 2       | 1       | 8     | 5     | 1      | 0,63            |
| Absoluta · Ucrania | 2007          | 2         | 0         | 0         | 6         | 3         | 0         | —       | —       | —       | 8     | 3     | 0      | 0,38            |
| Absoluta · Ucrania | 2008          | 3         | 1         | 0         | 3         | 2         | 0         | —       | —       | —       | 6     | 3     | 0      | 0,50            |
| Absoluta · Ucrania | 2009          | 1         | 0         | 0         | 8         | 4         | 0         | —       | —       | —       | 9     | 4     | 0      | 0,44            |
| Absoluta · Ucrania | 2010          | 6         | 2         | 3         | —         | —         | —         | —       | —       | —       | 6     | 2     | 3      | 0,33            |
| Absoluta · Ucrania | 2011          | 5         | 1         | 1         | —         | —         | —         | —       | —       | —       | 5     | 1     | 1      | 0,20            |
| Absoluta · Ucrania | 2012          | 3         | 0         | 1         | 3         | 2         | 0         | —       | —       | —       | 6     | 2     | 1      | 0,33            |
| Absoluta · Ucrania | Total         | 37        | 8         | 8         | 69        | 38        | 6         | 5       | 2       | 1       | 111   | 48    | 15     | 0,43            |
| Total carrera | Total carrera | 37        | 8         | 8         | 84        | 49        | 10        | 5       | 2       | 1       | 126   | 59    | 19     | 0,47            |
| (1) Incluye los partidos de la Eurocopa Sub-18 (1993-95); Eurocopa Sub-21 (1994-95); Eurocopa / Clasificatorias Europeas (1995-12). |               |           |           |           |           |           |           |         |         |         |       |       |        |                 |

### Hat-tricks
| 1 | 5 de noviembre de 1997  | Camp Nou, Barcelona       | Barcelona - Dinamo de Kiev  |  | 0 - 4 | Liga de Campeones 1997-98       |
| 2 | 22 de mayo de 1998      | Olímpico de Kiev, Kiev    | Dinamo de Kiev - CSKA Moscú |  | 4 - 0 | Liga Suprema de Ucrania 1997-98 |
| 3 | 3 de octubre de 1999    | Olímpico de Roma, Roma    | Lazio - Milan               |  | 4 - 4 | Serie A 1999-00                 |
| 4 | 30 de enero de 2000     | Renato Curi, Perugia      | Perugia - Milan             |  | 0 - 3 | Serie A 1999-00                 |
| 5 | 21 de agosto de 2004    | San Siro, Milán           | Milan - Lazio               |  | 3 - 0 | Supercopa de Italia 2004        |
| 6 | 23 de noviembre de 2005 | Şükrü Saracoğlu, Estambul | Fenerbahçe - Milan          |  | 0 - 4 | Liga de Campeones 2005-06       |

### Entrenador
| Club                 | País    | Año         | PD | PG | PE | PP | Efectividad |
| -------------------- | ------- | ----------- | -- | -- | -- | -- | ----------- |
| Selección de Ucrania | Ucrania | 2016 - 2021 | 52 | 25 | 13 | 14 | 56.41%      |
| Genoa                | Italia  | 2021 - 2022 | 11 | 1  | 3  | 7  | 18.18%      |
| Total                | Total   | Total       | 63 | 26 | 16 | 21 | 49.74%      |

## Palmarés

### Campeonatos nacionales
| Título                  | Club                 | País       | Año  |
| ----------------------- | -------------------- | ---------- | ---- |
| Liga Premier de Ucrania | F. C. Dinamo de Kiev | Ucrania    | 1995 |
| Liga Premier de Ucrania | F. C. Dinamo de Kiev | Ucrania    | 1996 |
| Copa de Ucrania         | F. C. Dinamo de Kiev | Ucrania    | 1996 |
| Copa de la CIS          | F. C. Dinamo de Kiev | Ucrania    | 1996 |
| Liga Premier de Ucrania | F. C. Dinamo de Kiev | Ucrania    | 1997 |
| Copa de la CIS          | F. C. Dinamo de Kiev | Ucrania    | 1997 |
| Liga Premier de Ucrania | F. C. Dinamo de Kiev | Ucrania    | 1998 |
| Copa de Ucrania         | F. C. Dinamo de Kiev | Ucrania    | 1998 |
| Copa de la CIS          | F. C. Dinamo de Kiev | Ucrania    | 1998 |
| Liga Premier de Ucrania | F. C. Dinamo de Kiev | Ucrania    | 1999 |
| Copa de Ucrania         | F. C. Dinamo de Kiev | Ucrania    | 1999 |
| Copa Italia             | A. C. Milan          | Italia     | 2003 |
| Serie A                 | A. C. Milan          | Italia     | 2004 |
| Supercopa de Italia     | A. C. Milan          | Italia     | 2004 |
| Copa de la Liga         | Chelsea F. C.        | Inglaterra | 2007 |
| FA Cup                  | Chelsea F. C.        | Inglaterra | 2007 |
| Supercopa de Ucrania    | F. C. Dinamo de Kiev | Ucrania    | 2011 |

### Torneos internacionales
| Título                | Club        | Sede       | Año  |
| --------------------- | ----------- | ---------- | ---- |
| UEFA Champions League | A. C. Milan | Mánchester | 2003 |
| Supercopa de Europa   | A. C. Milan | Mónaco     | 2003 |

### Distinciones individuales
| Distinción                                                                         | Año         |
| ---------------------------------------------------------------------------------- | ----------- |
| Futbolista Ucraniano del Año                                                       | 1997        |
| Bota de Oro                                                                        | 1999        |
| Futbolista Ucraniano del Año                                                       | 1999        |
| Balón de Bronce al tercer mejor jugador del año en Europa                          | 1999        |
| Futbolista Extranjero del Año en la Serie A                                        | 2000        |
| Balón de Bronce al tercer mejor jugador del año en Europa                          | 2000        |
| Máximo goleador de la Serie A (24 goles)                                           | 2000        |
| Futbolista Ucraniano del Año                                                       | 2000        |
| Futbolista Ucraniano del Año                                                       | 2001        |
| Máximo goleador de la Serie A (24 goles)                                           | 2004        |
| Futbolista del año de los países bálticos y la Comunidad de Estados Independientes | 2004        |
| FIFA 100                                                                           | 2004        |
| Balón de Oro                                                                       | 2004        |
| Futbolista Ucraniano del Año                                                       | 2004        |
| Incluido en el Mejor 11 Mundial de la UEFA                                         | 2004        |
| Héroe de Ucrania                                                                   | 2004        |
| Mejor jugador de la historia de la extinta URSS - Premio Golden Foot               | 2004 - 2005 |
| Futbolista Ucraniano del Año                                                       | 2005        |
| Jugador Mundial de la FIFA, galardón de bronce al tercer lugar                     | 2004        |
| Futbolista del año de los países bálticos y la Comunidad de Estados                | 2005        |
| FIFPro World XI                                                                    | 2005        |
| Incluido en el Mejor 11 Mundial de la UEFA                                         | 2005        |
| Máximo goleador de la UEFA Champions League                                        | 2006        |
| Embajador de la Eurocopa 2012                                                      | 2010        |
| 4.º Jugador más popular de Europa IFFHS                                            | 2010        |

Otras distinciones:
- Premio RSS al Mejor jugador del Mundo 3.º lugar en 1999.
- Premio RSS al Mejor jugador del Mundo 2.º lugar en 2004.
- Premios World Soccer en 3 ocasiones 3.º lugar (1999, 2000, 2004).

### Récords de goleo
| Distinción                                      | Club           |
| ----------------------------------------------- | -------------- |
| Cuarto goleador histórico del Dinamo de Kiev    | Dinamo de Kiev |
| Máximo anotador de la Copa de la CIS            | Dinamo de Kiev |
| Máximo anotador de la Liga de Campeones 1998-99 | Dinamo de Kiev |
| Máximo anotador de la Liga Premier de Ucrania   | Dinamo de Kiev |
| Máximo anotador de la Liga de Campeones 2000-01 | Milan          |
| Segundo goleador histórico del Milan            | Milan          |
| Máximo anotador de la Liga de Campeones 2005-06 | Milan          |
| Máximo anotador de Ucrania en un Mundial        | Ucrania        |
| Máximo anotador de Ucrania en una Eurocopa      | Ucrania        |